# The Open Championship 1860
The Open Championship 1860 var en golfturnering afholdt i Prestwick Golf Club i Ayrshire, Skotland – den første udgave af The Open Championship. Klubber i England og Skotland blev inviteret til at tilmelde højst tre spillere hver. Otte skotske golfspillere deltog i turneringen, som blev vundet af Willie Park, Sr..
Mesterskabet var en slagspilsturnering over tre runder på Prestwick Golf Clubs 12-hullersbane, og alle tre runder blev spillet onsdag den 17. oktober 1860. Vejret var blæsende, og Tom Morris, der var greenkeeper i Prestwick var den lokale favorit. Men Willie Park, Sr. var i spidsen efter første runde med en score på 55 slag – tre bedre end Morris. Både Park og Morris gik anden runde i 59 slag, og dermed førte Park fortsat med tre slag inden sidste runde. I tredje runde indhentede Morris, der brugte 59 slag, kun et enkelt slag på Park, der med en tredje runde på 60 slag sluttede med en samlet score på 174 slag – to bedre end Morris.
Der var ingen pengepræmier. Vinderen fik som præmie overrakt "the Challenge Belt", som han fik lov til at bære i et år.

## Resultater
| Plac. | Spillere         | Score (slag) | Score (slag) | Score (slag) | Score (slag) |
| Plac. | Spillere         | 1.runde      | 2.runde      | 3.runde      | Total        |
| ----- | ---------------- | ------------ | ------------ | ------------ | ------------ |
| 1.    | Willie Park, Sr. | 55           | 59           | 60           | 174          |
| 2.    | Tom Morris, Sr.  | 58           | 59           | 59           | 176          |
| 3.    | Andrew Strath    |              |              |              | 180          |
| 4.    | Robert Andrew    |              |              |              | 191          |
| 5.    | George Brown     |              |              |              | 192          |
| 6.    | Charlie Hunter   |              |              |              | 195          |
| 7.    | Alexander Smith  |              |              |              | 196          |
| 8.    | William Steel    |              |              |              | 232          |